# Goyanes (Puerto del Son)
Goyanes o San Saturnino de Goyanes (llamada oficialmente San Sadurniño de Goiáns) es una parroquia española del municipio de Puerto del Son, en la provincia de La Coruña, Galicia.

## Entidades de población
Entidades de población que forman parte de la parroquia:
- Balcunqueiro (Valcunqueiro)
- Beneso
- Campanario (O Campanario)
- Eiravedra
- Freixedo
- La Iglesia (A Igrexa)
- Mantoño
- Mariño (O Mariño)
- Mótega (A Mótega)
- Portosín
- Pozo (O Pozo)
- Silva (A Silva)

No aparecen en el INE, pero sí en el noménclator:
- A Richoliña
- As Moas
- O Alto de Olveira
- O Castro
- O Salgueirón

No aparecen en el INE, pero sí en el PGOM
- San Caetano
- Cadeiras
- O Alto de Olveira
- O Castro

## Demografía
| Gráfica de evolución demográfica de Goyanes entre 2000 y 2019 |
|                                                               |
| Datos según el nomenclátor publicado por el INE.              |